# 嫩杜巴尔
嫩杜巴尔（Nandurbar）是印度马哈拉施特拉邦嫩杜巴尔县的一个城镇。总人口94365（2001年）。

## 人口
该地2001年总人口94365人，其中男性49125人，女性45240人；0—6岁人口11683人，其中男6308人，女5375人；识字率71.83%，其中男性为77.96%，女性为65.18%。